# Smilax laurifolia
Smilax laurifolia är en enhjärtbladig växtart som beskrevs av Carl von Linné. Smilax laurifolia ingår i släktet Smilax och familjen Smilacaceae. Inga underarter finns listade.

## Bildgalleri

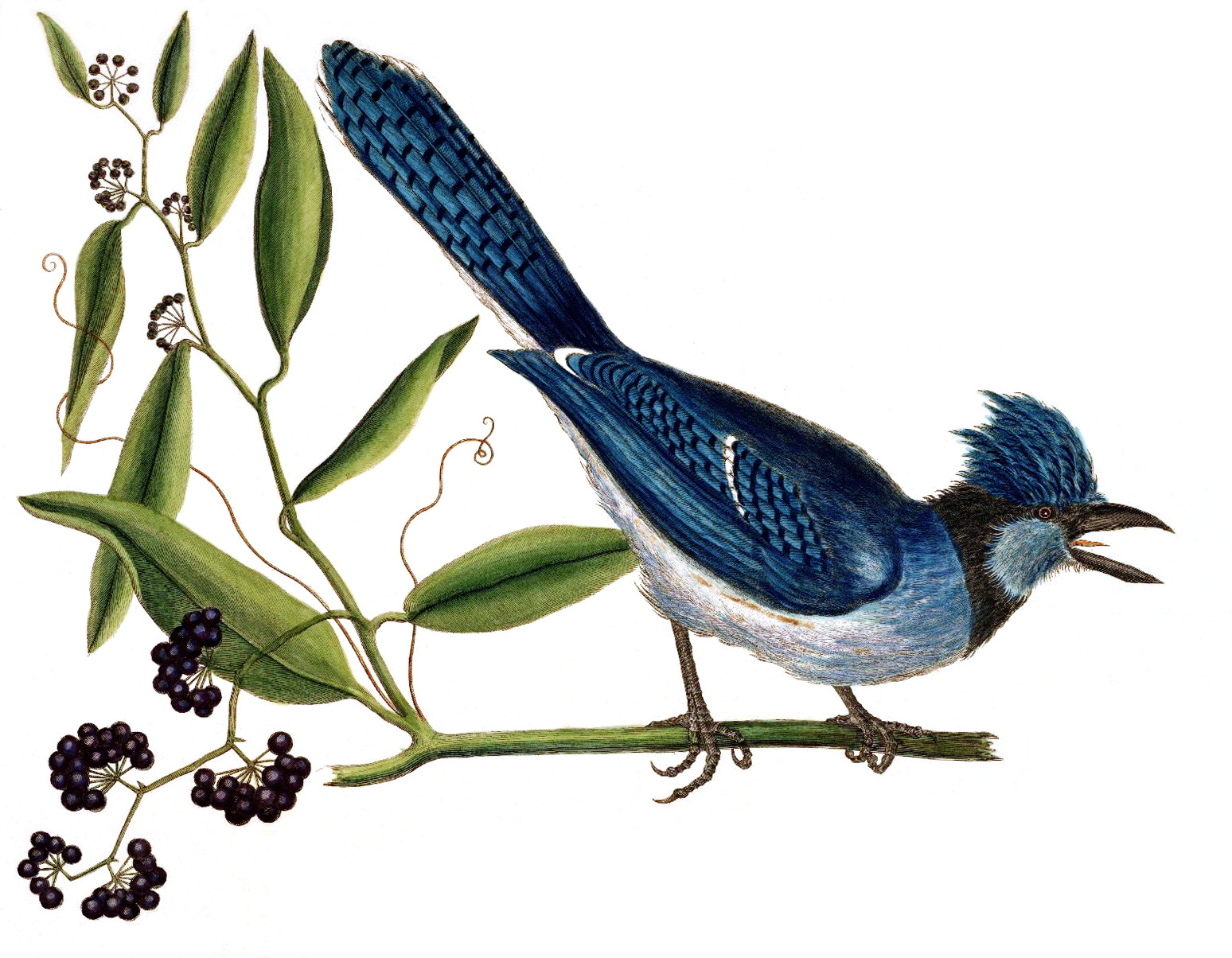